# Perth Darts Masters
De Perth Darts Masters was een onderdeel van het World Series of Darts-toernooi van de Professional Darts Corporation (PDC). In 2014 werd dit toernooi voor het eerst gehouden. De eerste editie werd gewonnen door de Engelsman Phil Taylor die Michael van Gerwen uit Nederland versloeg in de finale. Het toernooi werd in 2017 voor het laatst gehouden.

## Finale
| Jaar | Winnaar (gemiddelde in finale) | Legs   | Runner-up (gemiddelde in finale) | Locatie                                |
| ---- | ------------------------------ | ------ | -------------------------------- | -------------------------------------- |
| 2014 | Phil Taylor (105,08)           | 11 – 9 | Michael van Gerwen (103,02)      | HBF Stadium                            |
| 2015 | Phil Taylor (98,95)            | 11 – 7 | James Wade (99,15)               | HBF Stadium                            |
| 2016 | Michael van Gerwen (99,63)     | 11 – 4 | Dave Chisnall (94,22)            | HBF Stadium                            |
| 2017 | Gary Anderson (103,98)         | 11 – 4 | Raymond van Barneveld (101,87)   | Perth Convention and Exhibition Centre |